# Ruth Höhmann
Ruth Höhmann (* 25. Januar 1915 in Würzburg; † 25. Februar 2004 in Augsburg) war eine deutsche Kunstsammlerin, Mäzenin und letzte private Besitzerin des nach ihrer Familie benannten Höhmannhauses in Augsburg.

## Lebenslauf
Ruth Höhmann wurde am 25. Januar 1915 als einzige Tochter von Hans und Anna Höhmann in Würzburg geboren. Nachdem die Eltern im Jahr 1920 ein Bürgerhaus in der Maximilianstraße erworben hatten, zog die Familie nach Augsburg. Anschließend richtete ihr Vater im ersten Stock des Hauses eine Augenklinik ein.
Später besuchte Höhmann in Augsburg das Maria-Theresia-Gymnasium und erlangte dort die allgemeine Hochschulreife. In der Vorstellung ihres Vaters sollte sie ebenfalls Augenärztin werden und die Augenklinik später übernehmen. Sie entschied sich allerdings gegen ein Medizinstudium und ging stattdessen nach München, um Wirtschaftswissenschaften zu studieren. In dieser Zeit lernte sie unter anderem Hans und Sophie Scholl kennen. 1944 schloss sie ihr Studium mit einer Promotion ab.
Höhmann galt als energisch und karriereorientiert. Sie war unter anderem Geschäftsführerin des Bayerischen Bauindustrieverbandes (BBIV).
Ruth Höhmann verstarb im Alter von 89 Jahren. Sie war nie verheiratet und hatte keine Kinder oder nahe Verwandte. 

## Nachlass und Gedenken
In ihrem Testament vermachte Ruth Höhmann dem Diakonissenkrankenhaus Augsburg vier Millionen Euro und der Stadt Augsburg ihr Elternhaus, in dem sich heute unter anderem die Neue Galerie im Höhmannhaus befindet. Das Höhmannhaus vererbte sie unter gewissen Auflagen an die Stadt Augsburg. Dieses Erbe nahm die Stadt an. Hierin teilte Höhmann die Raumnutzung in drei Kategorien ein: Mieträume, Geschäftsräume und solche Räume, die von den Kunstsammlungen genutzt werden. Das Inventar wurde 2006 nach ihrem Willen versteigert, und der Erlös wurde in ihre ehemalige 320 m² große Wohnung investiert, deren Einrichtungsstil bereits zu ihrer Lebzeit museumsähnlichen Charakter aufwies. Ein Teil des ehemaligen Mobiliars wird im Höhmann-Zimmer des benachbarten Schaezlerpalais ausgestellt.
Zum Andenken Höhmanns und zur Erklärung der Namensgebung des Gebäudes Maximilianstraße 48 wurde 2009 am Höhmannhaus eine Gedenktafel angebracht.